# Krikor Mekhitarian
Krikor Sevag Mekhitarian (ur. 15 listopada 1986 w São Paulo) – brazylijski szachista pochodzenia ormiańskiego, arcymistrz od 2010 roku.

## Kariera szachowa
Szachy poznał w wieku 6 lat. Jako junior wielokrotnie startował w mistrzostwach kraju w różnych kategoriach wiekowych, zdobywając 5 medali (w tym 2 złote, w latach 2003, 2004, w obu przypadkach w grupie do 20 lat). Był również reprezentantem kraju na mistrzostwach państw panamerykańskich (w 2003 r. zdobywając w Bogocie brązowy medal w kategorii do 18 lat) oraz mistrzostwach świata juniorów. W 2007 i 2008 r. dwukrotnie zdobył srebrne medale mistrzostw kraju studentów.
W finałach indywidualnych mistrzostw Brazylii uczestniczy od 2005 r., czterokrotnie zdobywając medale: złoty (2012), srebrny (2013) oraz dwa brązowe (2009, 2014).
W latach 2010 i 2012 dwukrotnie reprezentował narodowe barwy na szachowych olimpiadach.
Normy na tytuł arcymistrza wypełnił w 2009 (Americana, mistrzostwa Brazylii) i 2010 r. (na turniejach w La Lagunie i Eforie). Do innych jego sukcesów na arenie międzynarodowej należą m.in.:
- I m. w Vitorii (2006),
- I m. w Madrycie (2008),
- dz. II m. w Dieren (2010, za François Fargere'em, wspólnie z m.in. Walentinem Jotowem, Erwinem l'Amim i Danem Zolerem)
- dz. I m. w Erywaniu (2010, turniej Pan-Armenian Chess Olympiad, wspólnie z Tigranem L. Petrosjanem i Pogosem Nachapetianem),
- dz. II m. w Calvi (2010, za Azerem Mirzojewem, wspólnie z m.in. Fabio Bruno(inne języki) i Faridem Abbasowem).

Najwyższy ranking w dotychczasowej karierze osiągnął 1 lipca 2015 r., z wynikiem 2589 punktów.